# Plunomia elegans
Plunomia elegans är en tvåvingeart som beskrevs av Charles Howard Curran 1934. Plunomia elegans ingår i släktet Plunomia och familjen markflugor. Inga underarter finns listade i Catalogue of Life.